# (100866) 1998 HM60
(100866) 1998 HM60 es un asteroide perteneciente al cinturón de asteroides, región del sistema solar que se encuentra entre las órbitas de Marte y Júpiter, descubierto el 21 de abril de 1998 por el equipo del Lincoln Near-Earth Asteroid Research desde el Laboratorio Lincoln, Socorro, Nuevo México, Estados Unidos.

## Designación y nombre
Designado provisionalmente como 1998 HM60. 

## Características orbitales
1998 HM60 está situado a una distancia media del Sol de 2,664 ua, pudiendo alejarse hasta 3,183 ua y acercarse hasta 2,146 ua. Su excentricidad es 0,194 y la inclinación orbital 2,937 grados. Emplea 1588,80 días en completar una órbita alrededor del Sol.

## Características físicas
La magnitud absoluta de 1998 HM60 es 15,8. 